# Place d'Espagne (Séville)
Pour les articles homonymes, voir Place d'Espagne.
La place d'Espagne (en espagnol : Plaza de España) est une des places les plus spectaculaires de Séville (capitale de l'Andalousie en Espagne).  

## Histoire
Elle est conçue pour l'Exposition ibéro-américaine de 1929 par l'architecte local Aníbal González (architecte responsable de l'événement). Ce dernier en entreprend la construction en 1914. González ayant présenté sa démission en 1926, la construction est reprise par Pedro Sánchez Núñez sous les ordres de Vicente Traver, remplaçant González au poste d'architecte responsable. Mille hommes ont participé à sa construction qui s'est terminée en 1928. C'est la construction la plus coûteuse de l'exposition.

## Situation
Elle se trouve au nord-est du parc de María Luisa et est longée à l'ouest par l'avenue d'Isabelle-la-Catholique, au nord par l'avenue du Portugal et à l'est par la rue Nicolas-Alperiz. Elle couvre une surface de 50 000 m2, dont 19 000 m2 pour le palais et 31 000 m2 pour la place elle-même et les canaux. Ces derniers ont une longueur totale de 515 mètres.

## Place

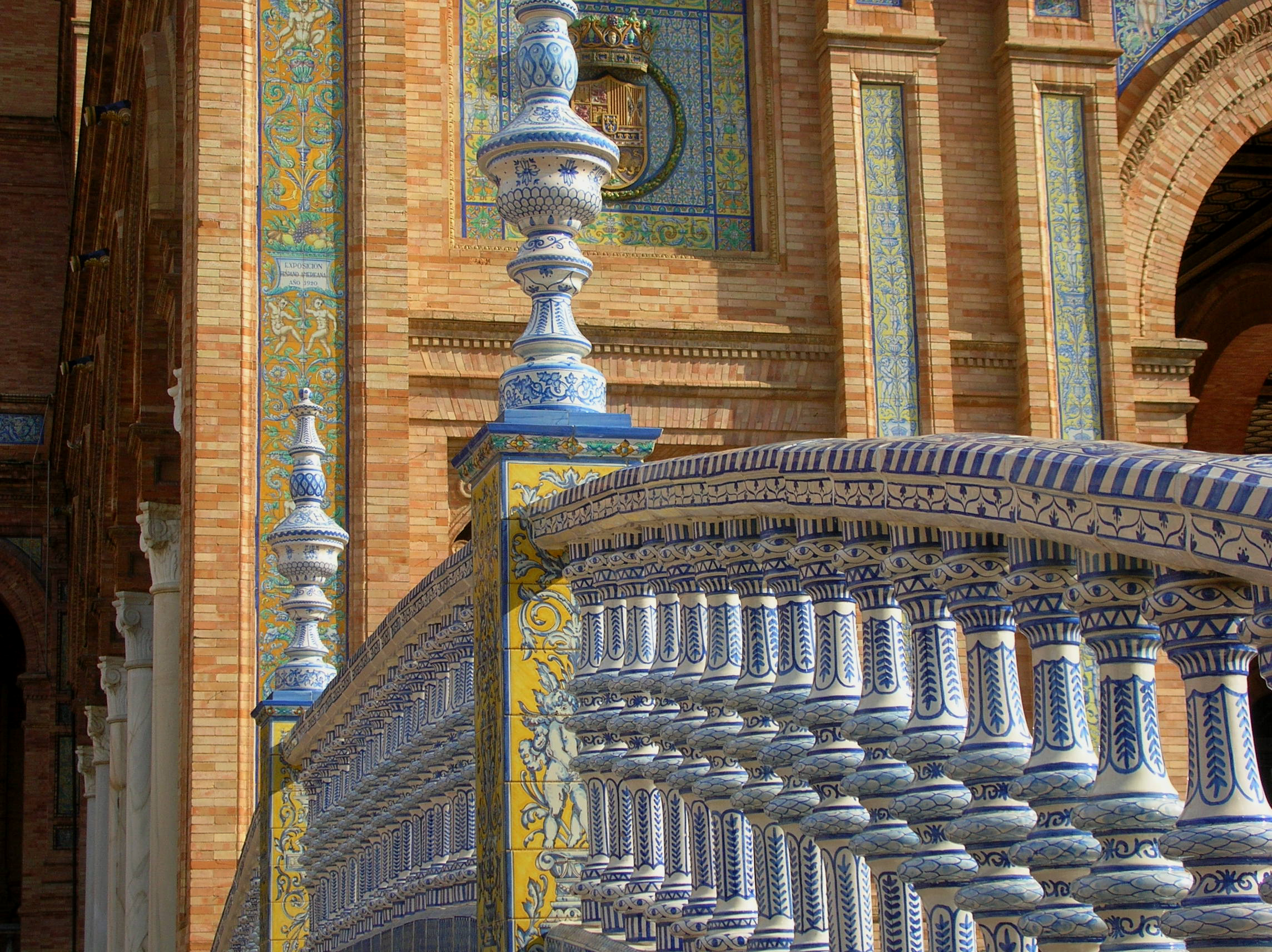
Un des ponts décorés de céramique enjambant les canaux

La place forme un demi ovale dont le plus long diamètre mesure 200 m. Symbolisant, par sa forme, l'Espagne accueillant à bras ouverts ses anciennes colonies, elle regarde dans la direction du Guadalquivir, ce dernier représentant le chemin vers l'océan Atlantique et l'Amérique. Un bâtiment unique longe tout son côté arrondi. Au centre de la place se trouve une fontaine, créée par Vicente Traver en 1927. Un canal parcourt l'arrondi de la place ainsi qu'une grande partie de son côté rectiligne, ne s'interrompant que pour laisser un accès au centre de la place et à la fontaine. Quatre ponts consacrés aux royaumes de Castille, d’Aragon, de Navarre et de León relient la place centrale et le palais, symbolisant l’unité politique de l’Espagne,.

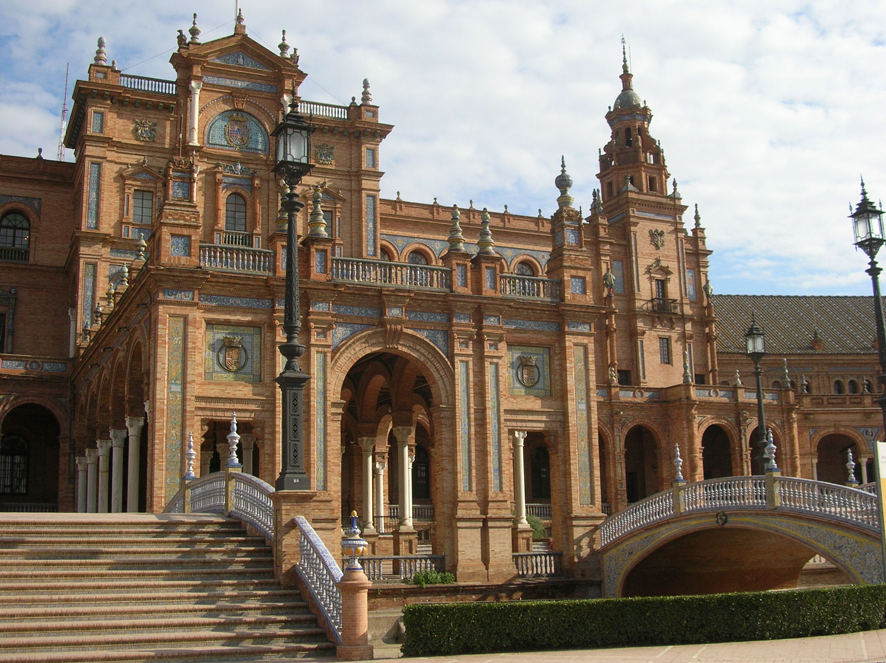
Le palais de la place d'Espagne et deux de ses ponts

## Palais
Le palais est formé d'un bâtiment central de trois étages flanqué des deux côtés d'une aile formant un quart de cercle. Au centre de chaque aile se trouve un édifice secondaire. À l'extrémité de chacune des deux ailes s'élève une tour de 80 mètres, réplique de la Giralda. Le palais ainsi constitué longe le demi-ovale de la place. Il est parcouru par d'imposantes galeries couvertes,.
Il est construit en brique, en marbre et est décoré de céramique peinte. Son style est un mélange néorenaissance, gothique et mudéjar. Des bancs et des ornements en céramique peinte (azulejos) sont adossés aux deux ailes. Ils représentent, par ordre alphabétique, les 48 provinces d'Espagne qui existaient à l'époque (les enclaves africaines de Ceuta et de Melilla ont plus tard été respectivement détachées des provinces de Cadix et d'Almería pour former des villes autonomes). Chaque province a sa carte, le blason de sa capitale et des mosaïques représentant une scène de son histoire. Parmi les scènes représentées dominent des épisodes historiques liés à la Reconquista, à la découverte du continent américain et à la guerre d’Indépendance.
Le palais présente, de plus, de nombreux bas-reliefs, tous réalisés par le sculpteur Pedro Navia. Parmi eux, notons six fenêtres de style renaissance, les armes de la ville de Séville, 24 aigles avec les armoiries de Charles Quint, 48 médaillons contenant le buste d'illustres Espagnols (un au-dessus de chaque province) et quatre statues de 3 mètres flanquant les deux petites flèches de l'édifice central.
Durant l'exposition de 1929, l'édifice accueille dans l’un de ses bras une grande exposition historique sur la colonisation espagnole en Amérique.

## Restauration
Dans les premières années du XXIe siècle, Des travaux majeurs de restauration sont entrepris afin notamment de remplacer ou de rénover les tableaux d'azulejos consacrés aux différentes provinces.

## Apparition au cinéma
La place d'Espagne apparaît notamment, outre dans diverses productions espagnoles, comme quartier général de l'armée anglaise en Égypte dans le film Lawrence d'Arabie en 1962, comme palais marocain dans le film Le Lion et le Vent (1975) de John Milius, et sert de décor à une scène sur Naboo du film Star Wars, épisode II : L'Attaque des clones en 2002. En 2012, elle figure également le palais du dictateur incarné par Sacha Baron Cohen dans le film The Dictator.
Elle apparaît également dans la vidéo de la chanson Something Got Me Started de Simply Red en 1991.

## Protection
La place est classée au titre de bien d'intérêt culturel depuis le 16 mars 1981.

## Galerie photographique

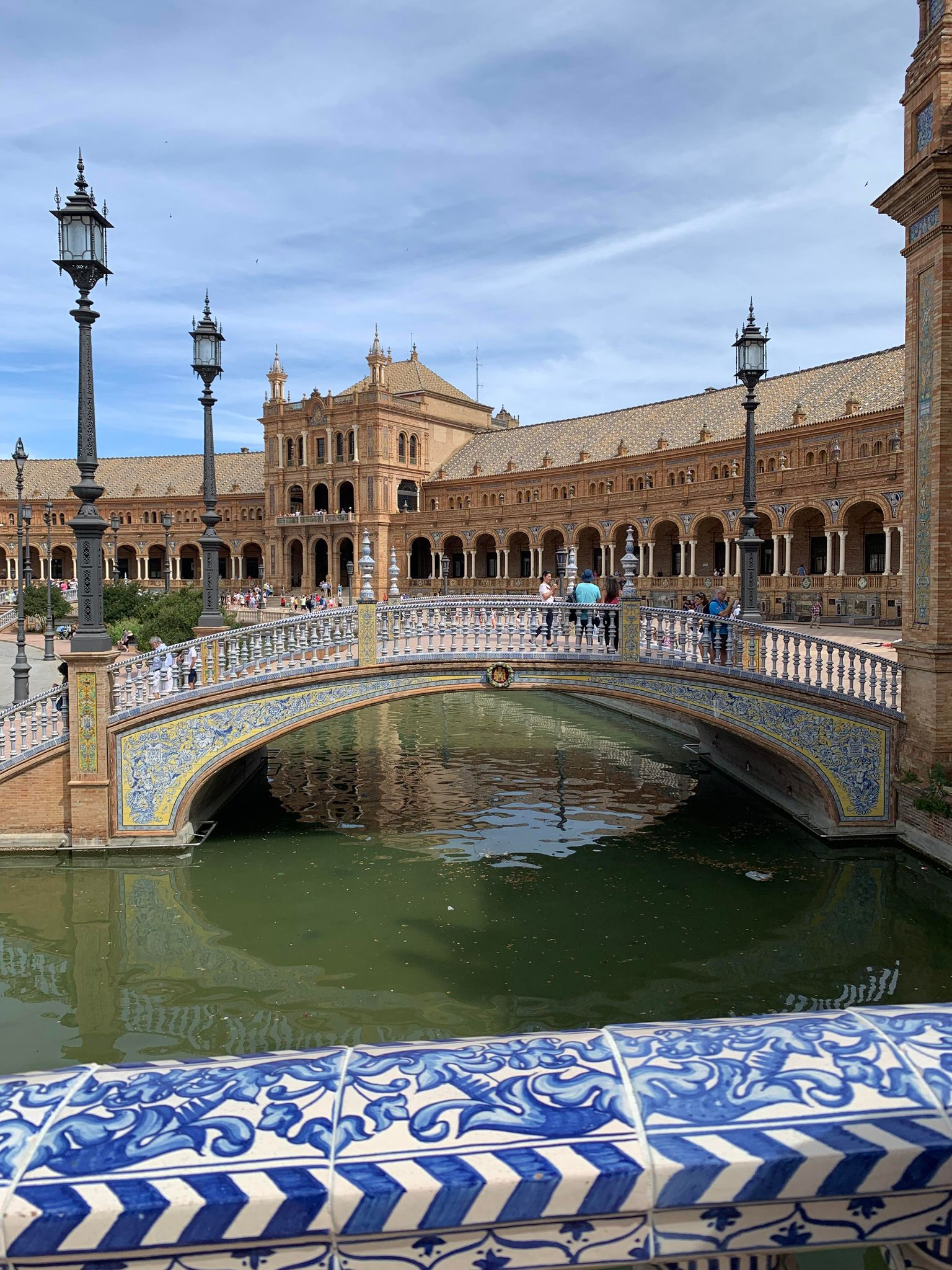
La Place d'Espagne à Séville, en mai 2022

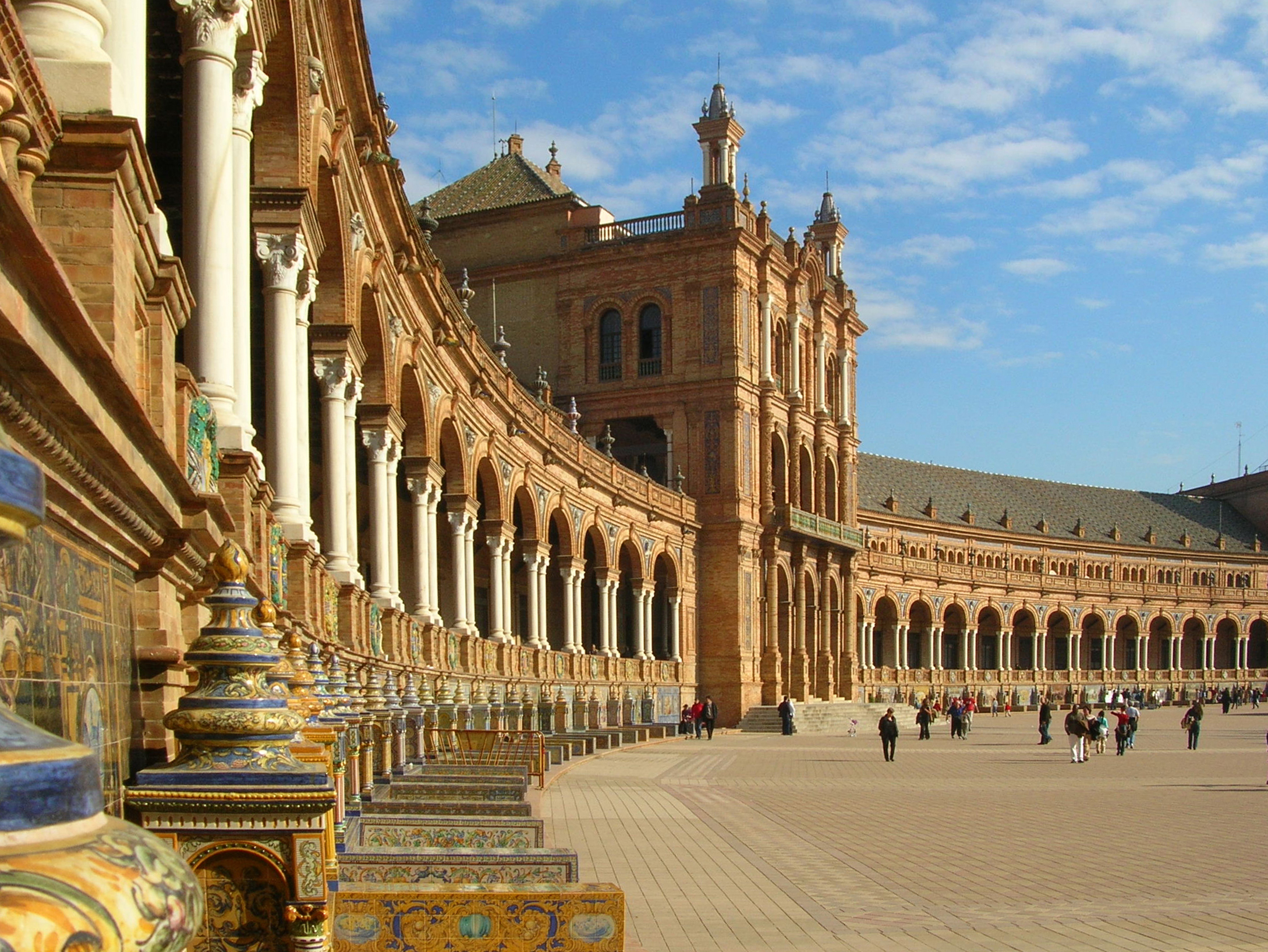
Une des deux ailes du palais et son bâtiment intermédiaire. Au premier plan, les bancs des provinces espagnoles.
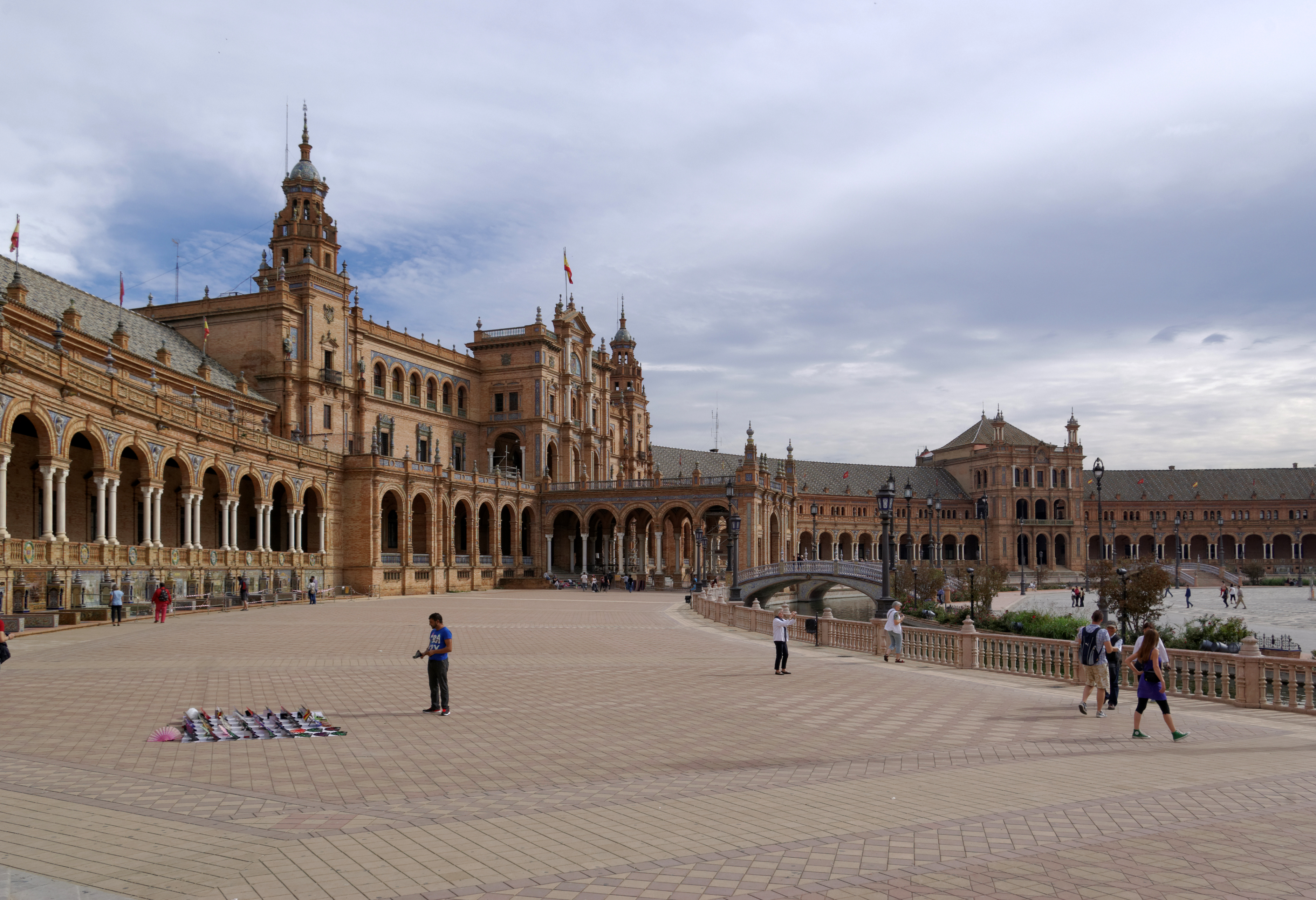
L'édifice central.
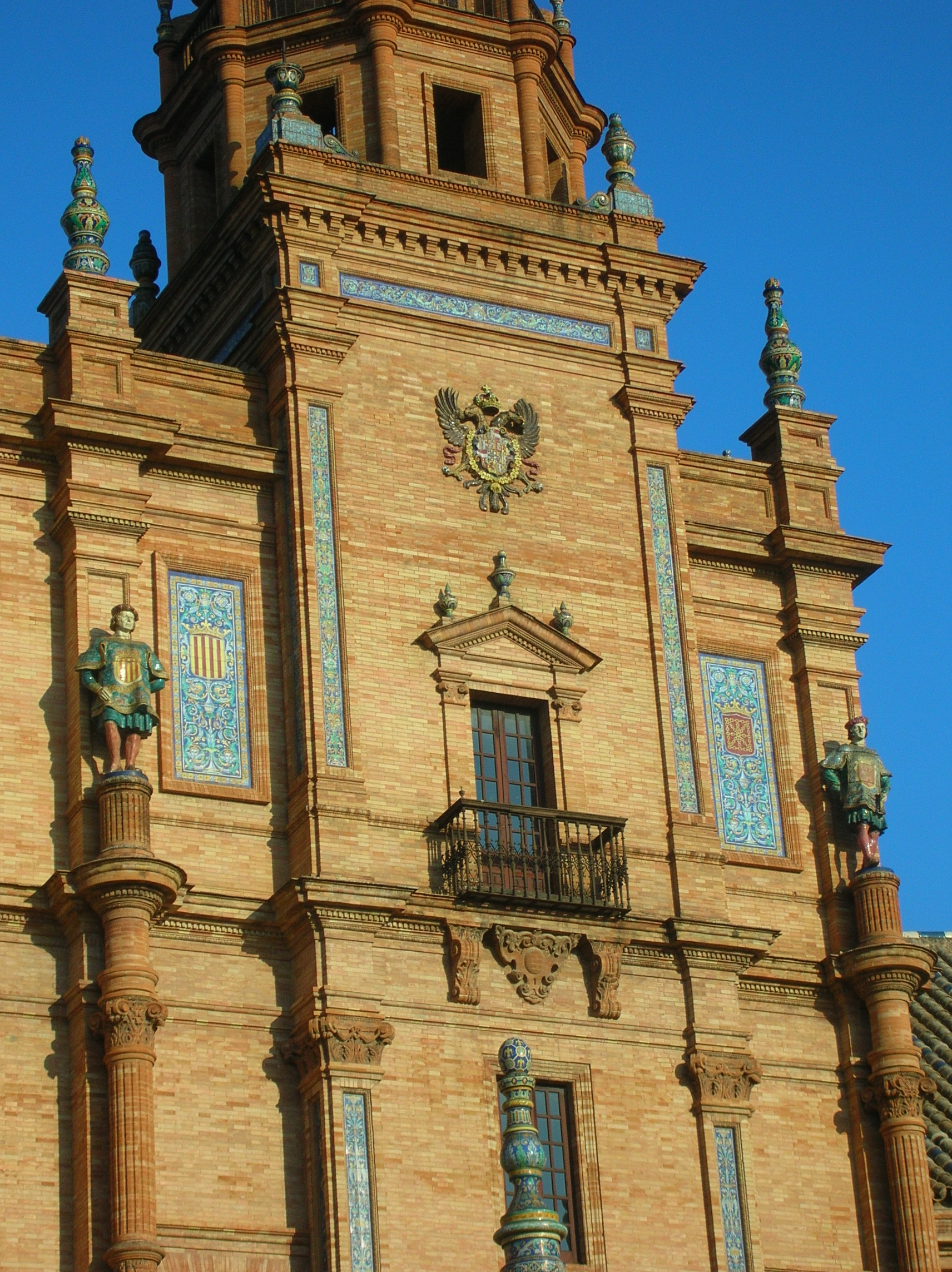
Détail d'une des flèches de l'édifice central. On y voit deux des statues de Pedro Navia ainsi que le blason de Charles V et les aigles.
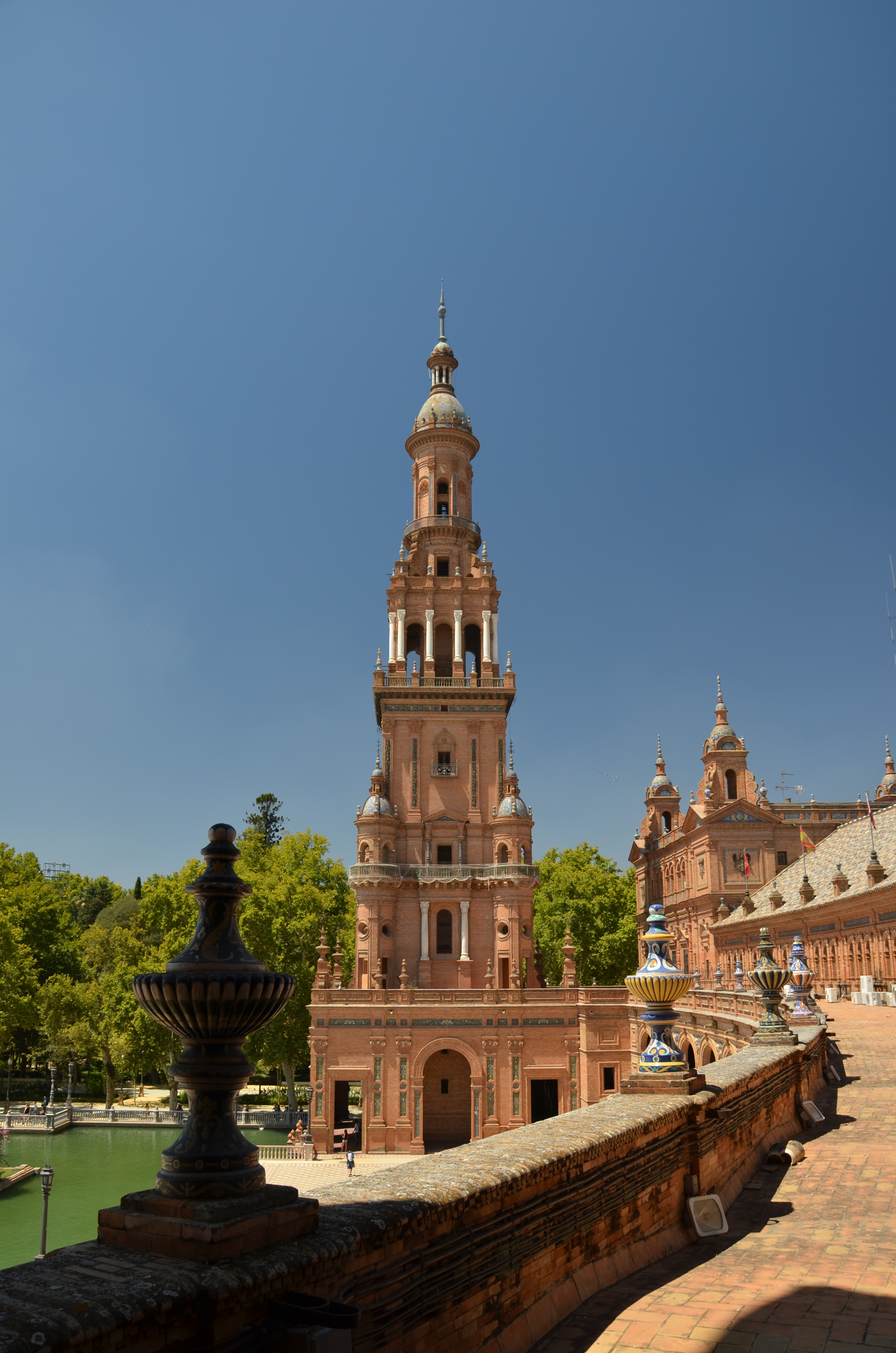
La tour nord du palais.
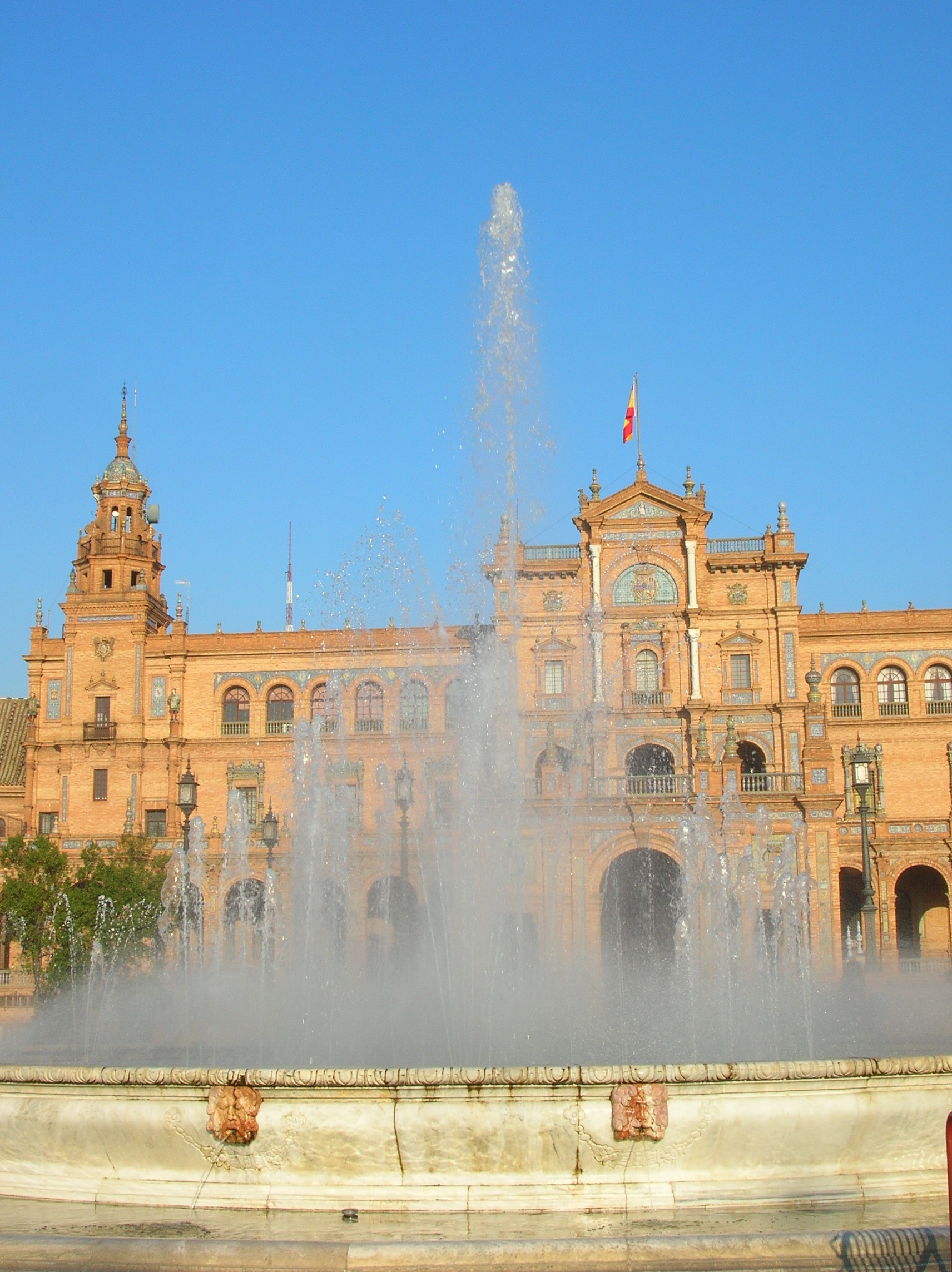
La fontaine de Vicente Traver.
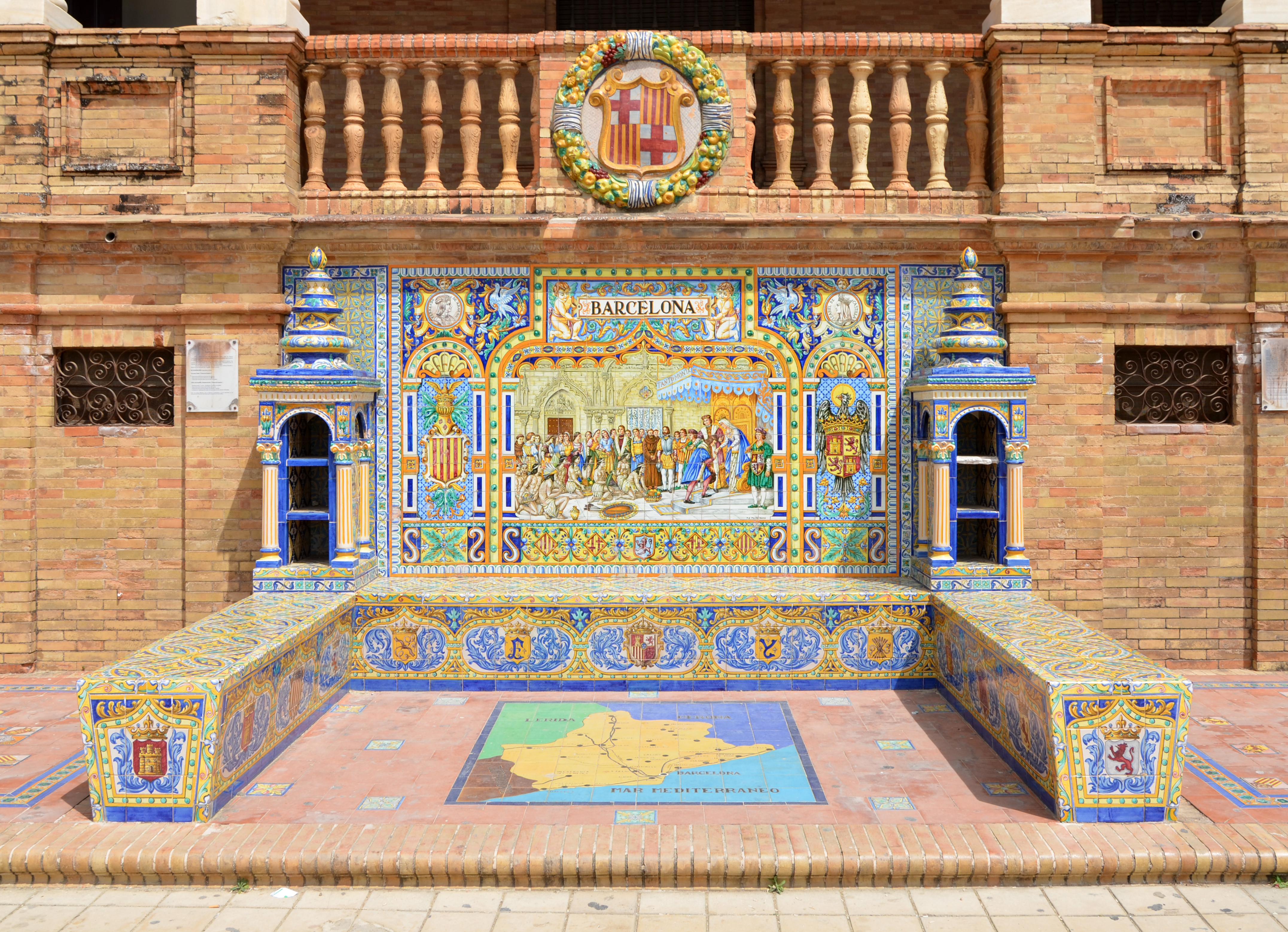
Un des 48 bancs longeant le palais. Ici, celui de la province de Barcelone.
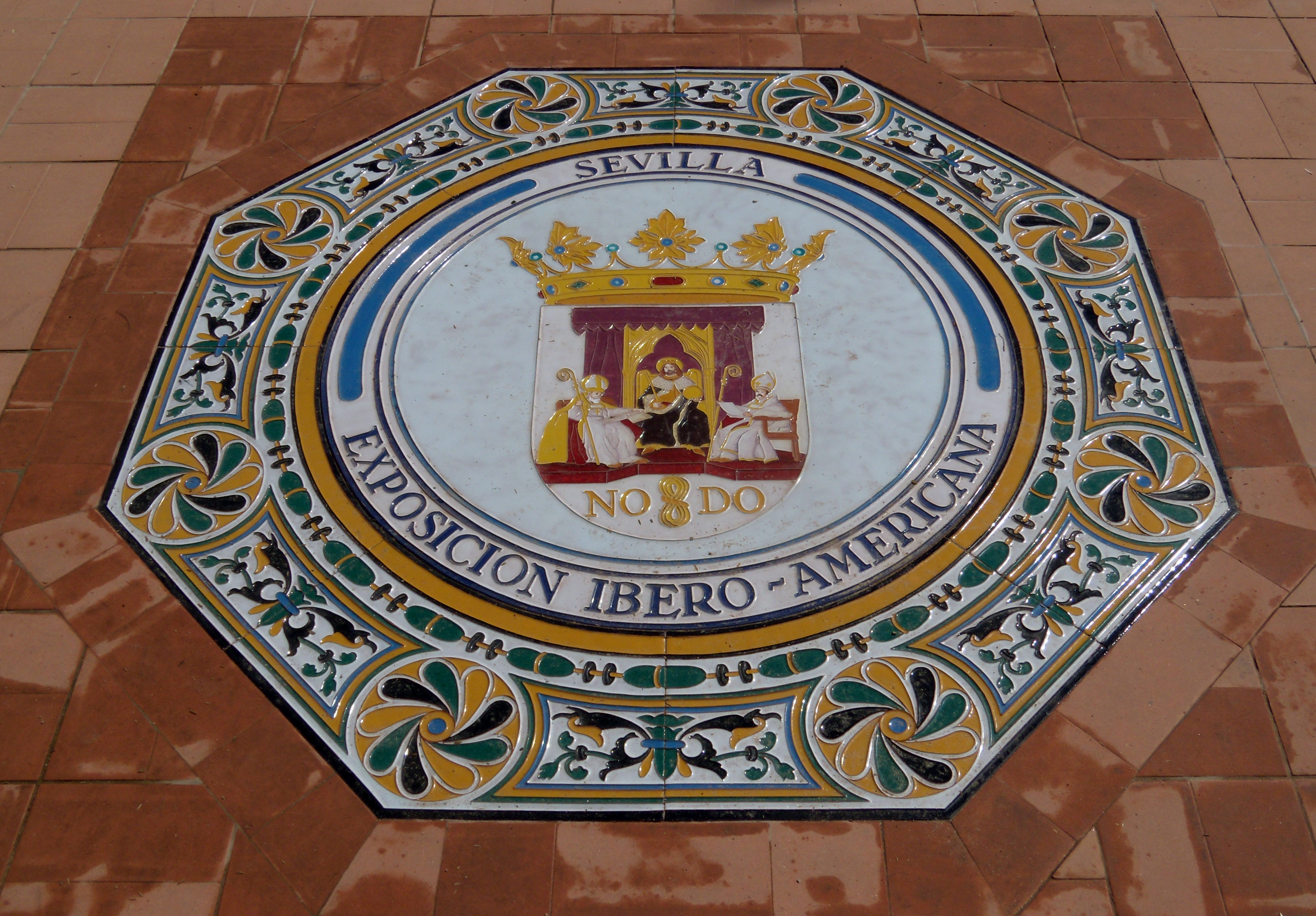
Écusson de l'Exposition ibéro-américaine de 1929 sur la place d'Espagne.

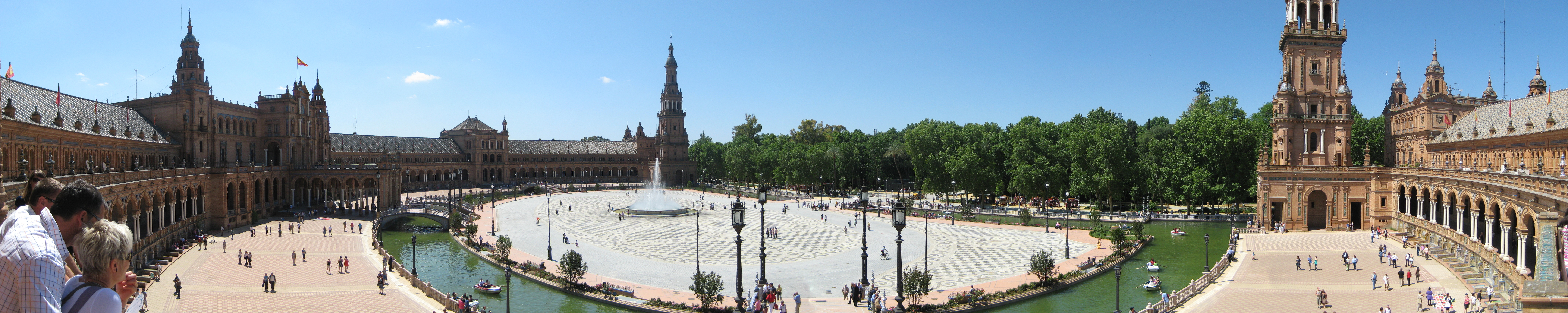
Plaza de España

## Sources
- (es) Cet article est partiellement ou en totalité issu de l’article de Wikipédia en espagnol intitulé « Plaza de España (Sevilla) » (voir la liste des auteurs).